# Bata (azienda)
Bata (originariamente Baťa e nota anche come Bata Shoe Organization) è un'azienda di calzature, con sede a Losanna, in Svizzera. Nata nel 1894, ha accresciuto nel tempo i suoi mercati a livello internazionale e attualmente è organizzata in cinque regioni: Europa, America Latina, Africa, Asia Meridionale e Asia Pacifica ed è presente, con oltre 5.000 punti vendita, in oltre settanta paesi.

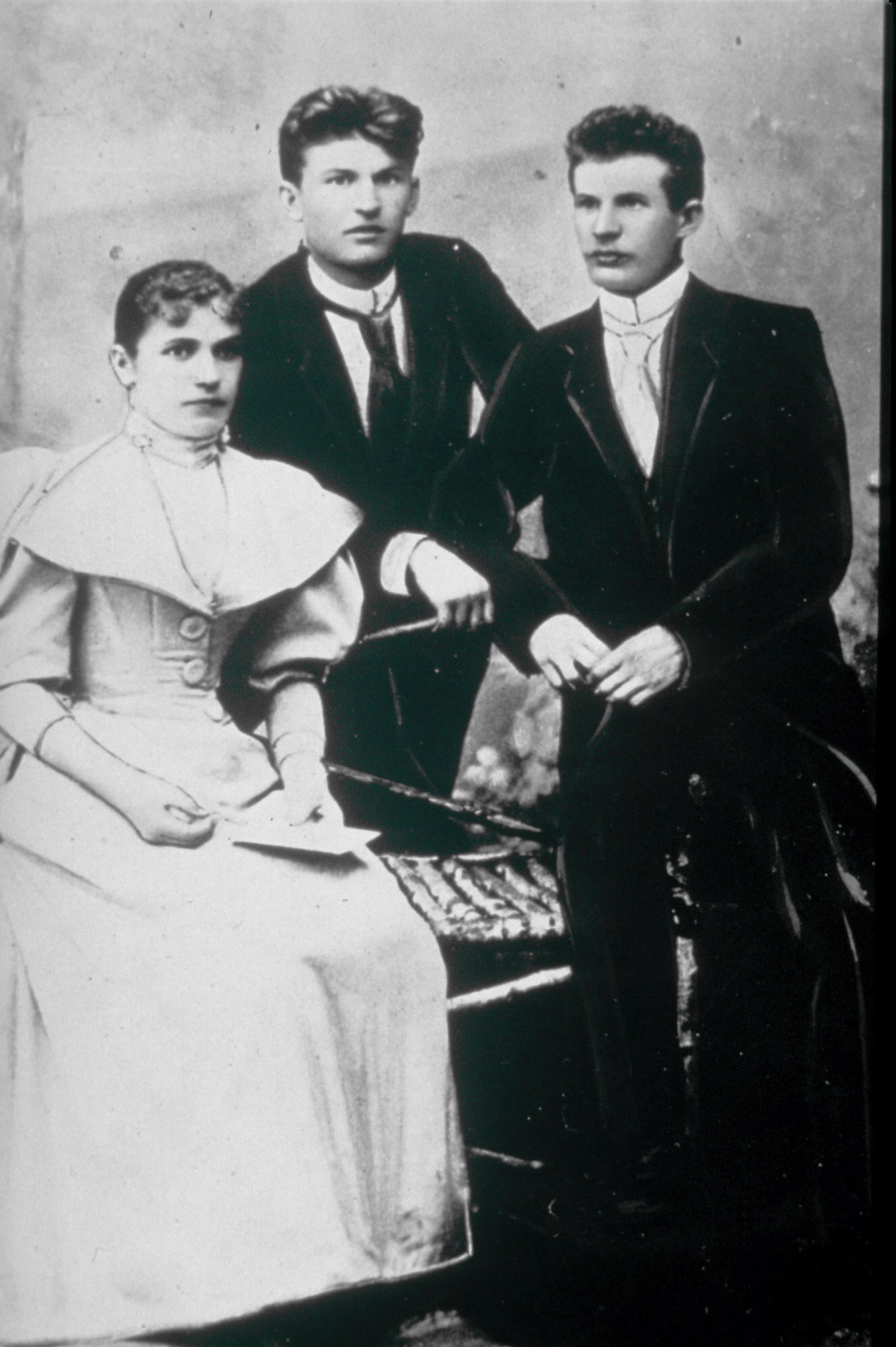
Anna, Tomáš e Antonín Baťa

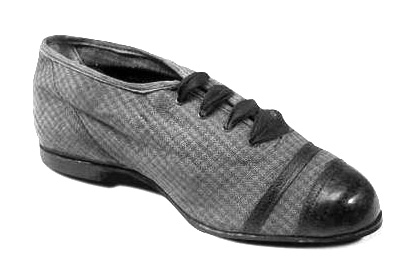
Batovka

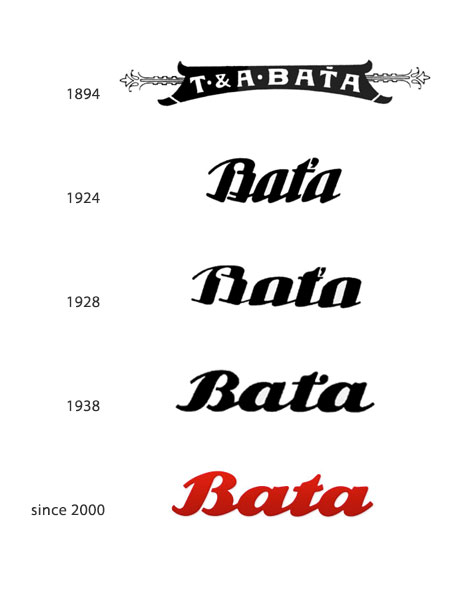
Evoluzione del logo

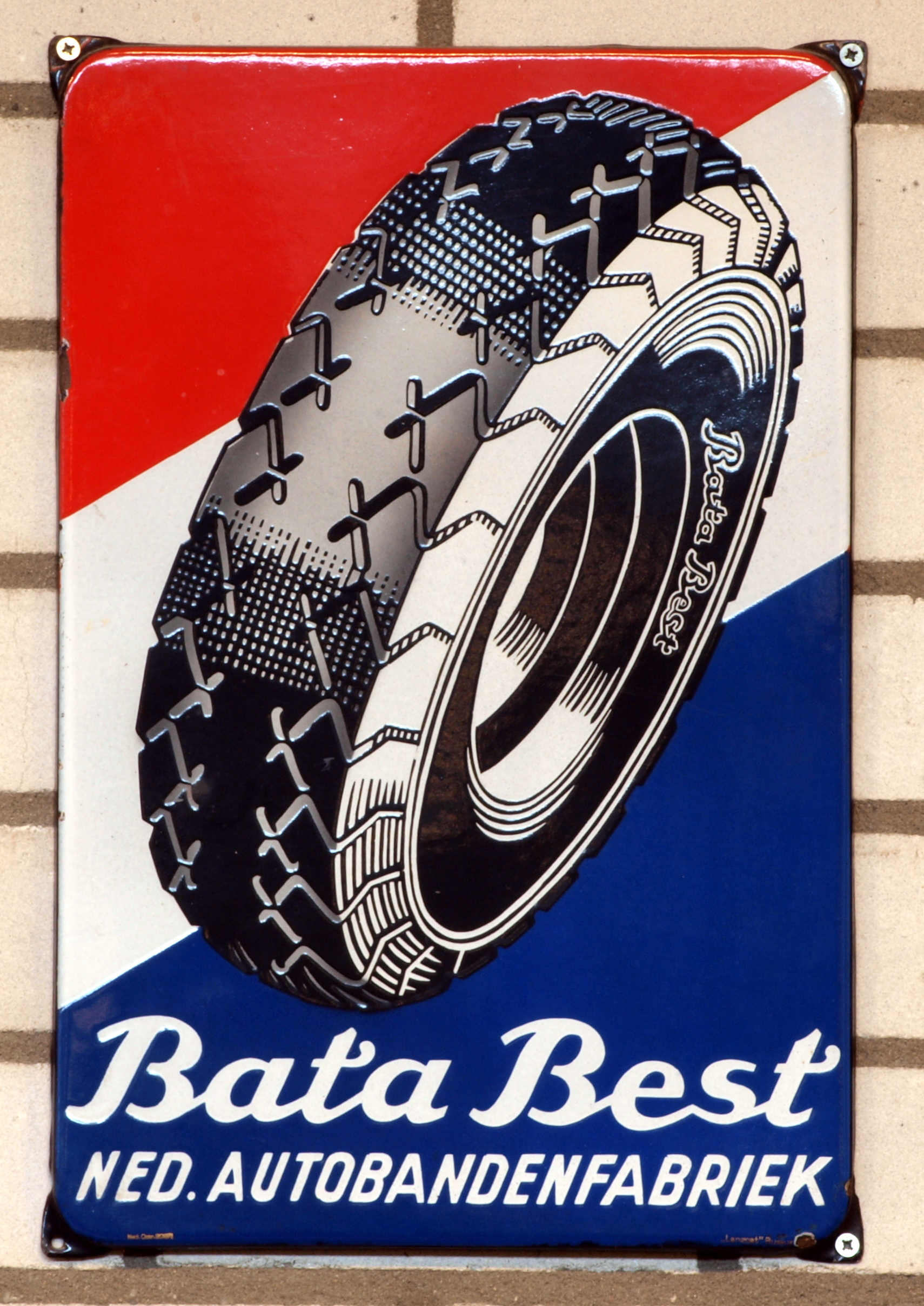
Pneumatici Bata

## Storia

### Gli inizi

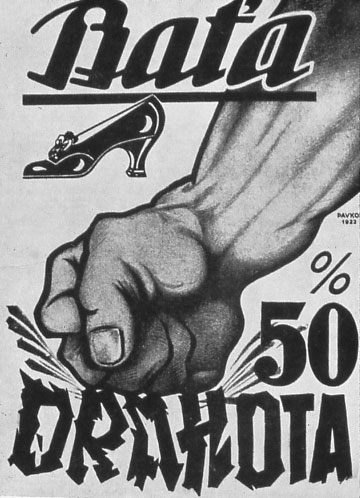
Bata - pubblicità, 1922

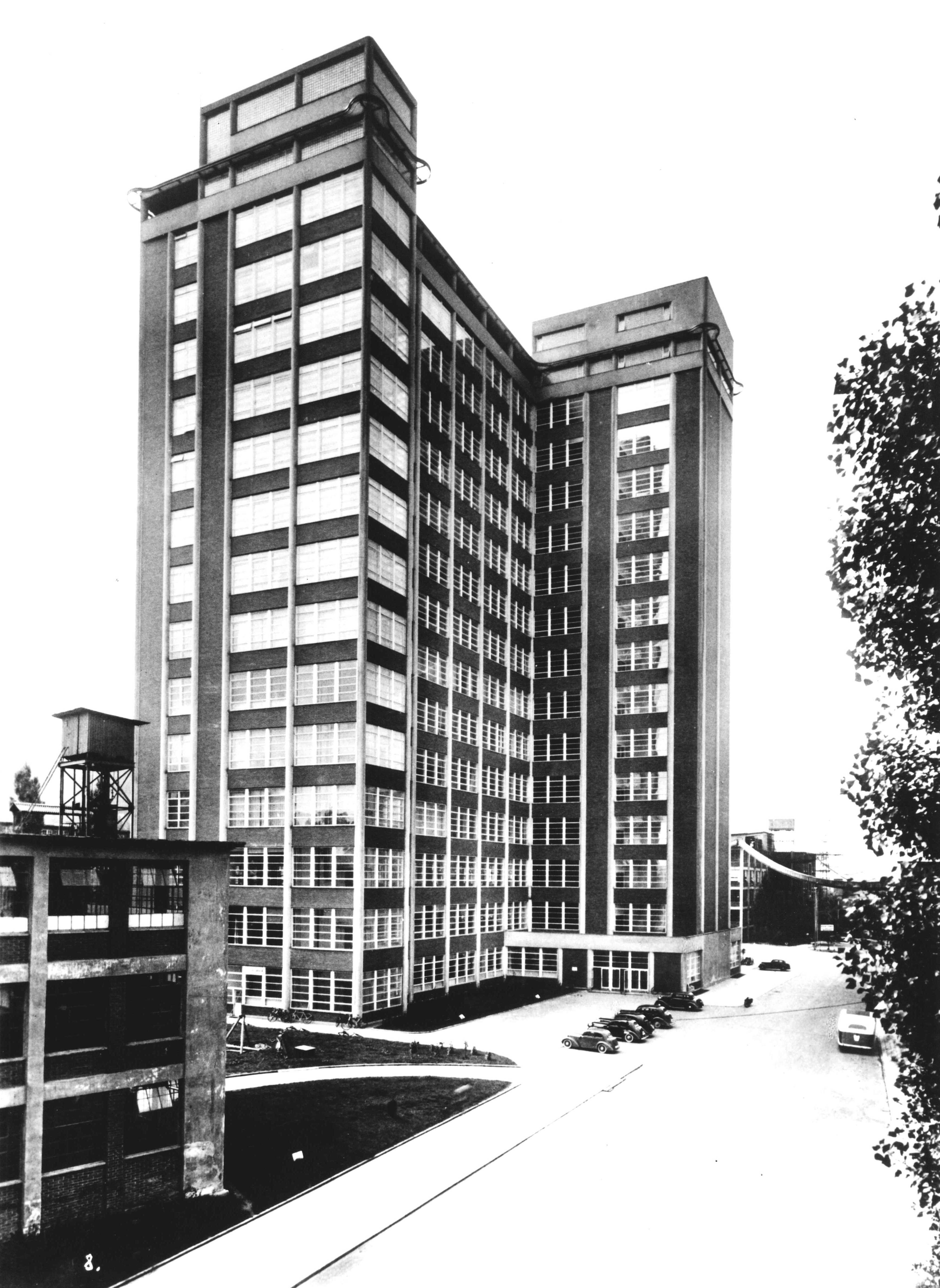
Grattacielo Bata

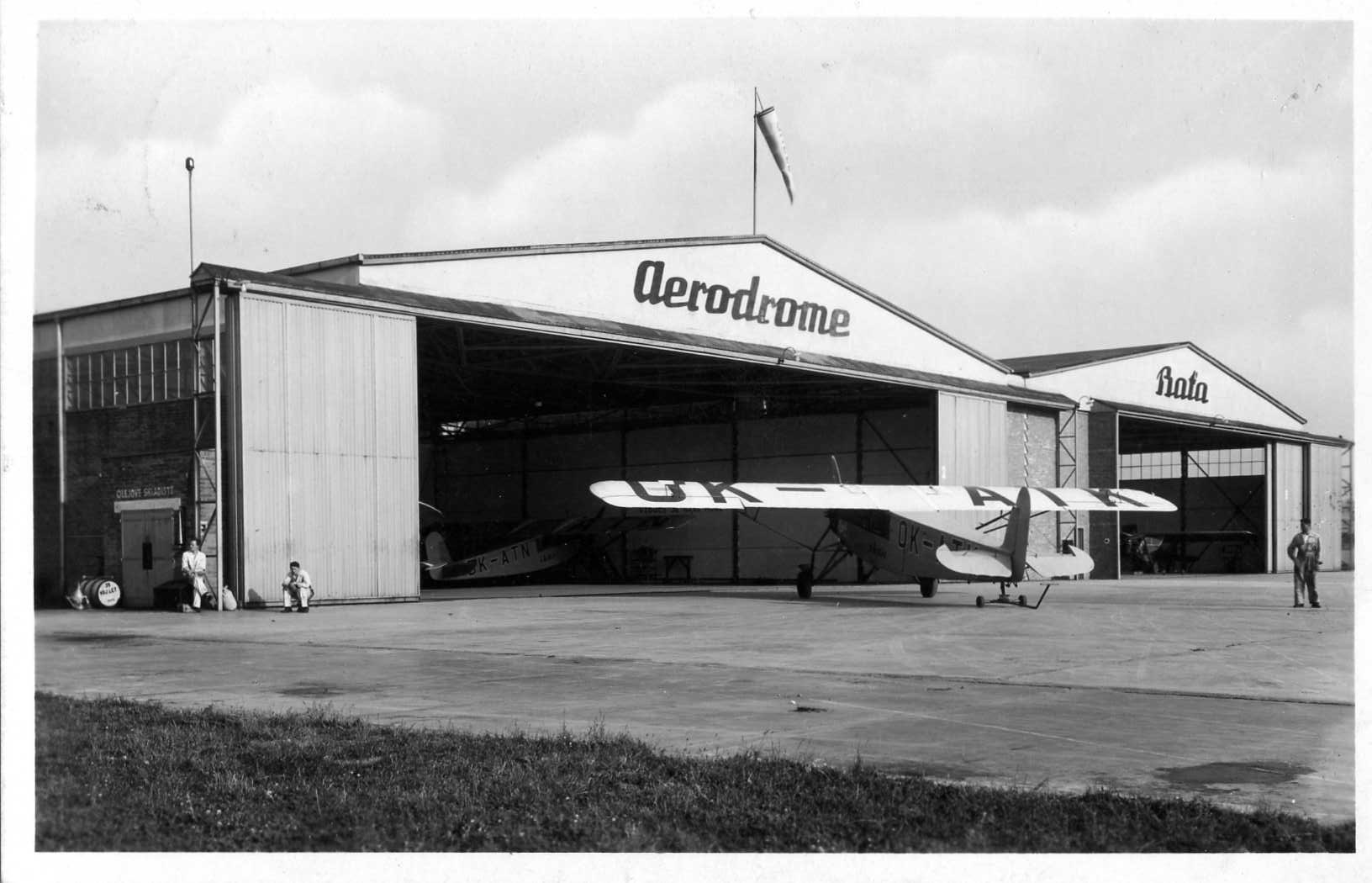
Aerodromo Bata, 1938

Nel mese di agosto 1894 Tomáš Baťa, con i fratelli Antonín e Anna, fonda la T. & A. Baťa a Zlín (Moravia), nell'attuale Repubblica Ceca, all'epoca parte dell'Impero austro-ungarico. I tre fratelli discendono da una famiglia di calzolai.
Nel 1895 Tomáš Baťa rimane da solo alla guida dell'azienda, dopo che Antonín si è arruolato nell'esercito e la sorella Anna si è trasferita a Vienna per sposarsi, e in estate si trova ad affrontare le prime difficoltà economiche. Impossibilitato a comprare nuova pelle, egli decide di produrre scarpe in tela: questo modello diviene in breve molto popolare nella zona di Zlín, viene soprannominata "batovka" e aiuta l'azienda a superare la crisi economica e a crescere in dimensioni e fatturato.
Tomáš Baťa capisce presto che realizzare una fabbrica di calzature senza una sostanziale revisione dei processi produttivi non lo porterebbe ai risultati a cui aspira. Dopo aver letto di nuovi macchinari utilizzati negli Stati Uniti, nel 1904 decide di trasferirsi, assieme a tre suoi collaboratori, a Lynn (Massachusetts), città vicino a Boston con diverse fabbriche calzaturiere. Dopo aver lavorato per sei mesi in diverse aziende, osservando e cercando di apprendere le nuove tecnologie, egli torna a Zlín con un piano di revisione dell'impianto produttivo che porterà Bata ad essere la prima azienda calzaturiera in Europa ad introdurre tecniche di produzione meccanizzata.
A partire dal 1909 l'azienda inizia ad esportare all'estero e apre il primo ufficio vendite in Germania, a cui ne faranno presto seguito altri nei Balcani e in Medio Oriente. Le calzature Bata sono considerate di ottima qualità e vengono proposte in una varietà di stili all'epoca non comune.
Tomáš Baťa torna negli Stati Uniti nel 1913 e ha modo di visitare le fabbriche della Ford. Proprio all'azienda di Henry Ford si ispirerà per aumentare la produzione delle sue linee, diventando in poco tempo uno dei principali produttori di scarpe al mondo.

### Prima guerra mondiale
Nel 1914 la produzione di Bata si concentra sulle scarpe in tela. Con lo scoppio della prima guerra mondiale Tomáš Baťa deve necessariamente modificare la produzione e aggiungere alle sue linee un diverso tipo di calzatura. Infatti, l'azienda riceve da parte dell'esercito austro-ungarico la richiesta di enormi quantitativi di calzature belliche; ciò porterà ad una significativa crescita dell'azienda negli anni successivi: dal 1914 al 1918 il numero degli operai aumenterà di dieci volte rispetto ai cinquanta iniziali e Tomáš Baťa inizia ad aprire negozi a Zlín, Praga e Vienna.
È in questo periodo che Tomáš Baťa inizia a costruire per i dipendenti case, scuole ed ospedali.
Al termine del conflitto l'Impero austro-ungarico si dissolve e viene creato un nuovo stato indipendente, la Cecoslovacchia, che include la regione della Moravia, dove è situata Zlín. Il nuovo paese però deve ben presto affrontare una grave crisi economica, con una moneta svalutata del 75% ed una crisi della domanda che porta ad un crollo della produzione e, di conseguenza, ad un tasso di disoccupazione senza precedenti.
La crisi tocca pesantemente anche la Bata: merce invenduta, crollo nella produzione, riduzione del personale. Tomáš Baťa decide allora di ridurre il prezzo di vendita delle sue calzature del 50% e il personale accetta una riduzione temporanea dello stipendio fino al 40%, in cambio l'azienda provvede a fornire cibo, vestiario e altri beni di prima necessità a metà prezzo. È in questo periodo che Bata introduce uno dei primi sistemi di profit-sharing per i suoi dirigenti.
La risposta dei consumatori ai taglio dei prezzi è positiva: mentre la maggior parte della concorrenza è costretta, nel periodo dal 1923 al 1925, a cessare l'attività a seguito della crisi della domanda interna, la Bata continua la propria espansione, grazie alla crescente richiesta di calzature economiche e alla sua capacità produttiva.
La Bata aumenta la produzione ed assume nuovo personale, inizia a diversificare le sue attività e ad espandersi al di fuori della Cecoslovacchia: in Europa, America settentrionale e Nordafrica.
Nel 1932, all'età di cinquantasei anni, Tomáš Baťa muore in un incidente aereo nei pressi dell'aeroporto di Zlín. Alla morte del fondatore, il controllo dell'azienda passa nelle mani del fratellastro paterno Jan Baťa. Questi, seguendo i piani tracciati dal fratello prima della morte, continua l'espansione dell'azienda, dalla Cecoslovacchia al resto del mondo.
È proprio il periodo antecedente lo scoppio della seconda guerra mondiale ad essere quello di maggior successo di Bata, che apre stabilimenti in Europa, Asia, Sud America e Africa, diventando la più grande azienda calzaturiera al mondo. Anche Zlín prosegue con lo sviluppo urbano ed industriale, con la costruzione del grattacielo sede dell'azienda, che all'epoca dell'inaugurazione, 1935, è l'edificio più alto d'Europa.
Tomáš Jan Baťa (1914-2008), figlio del fondatore, inizia la carriera in azienda come apprendista nel 1929. Nel 1935 viene inviato in Inghilterra, in qualità di assistente del direttore generale della British Bata Shoe Co.

### Seconda guerra mondiale
Con l'Europa ormai alle porte di una nuova guerra, Tomáš Jan Baťa viene trasferito in Nord America. Nel 1939 egli si stabilisce in Canada in una città successivamente rinominata Batawa (da Bata e Ottawa), dove vengono costruite una fabbrica e una cittadina sul modello di Zlín. Allo scoppio della seconda guerra mondiale Tomáš Jan Baťa si arruola nell'esercito canadese.
A seguito dell'occupazione tedesca della Cecoslovacchia, nel 1939 la fabbrica di Zlin viene requisita dai nazisti e Jan Baťa è costretto a fuggire dapprima negli Stati Uniti e successivamente in Brasile.
L'effetto della seconda guerra mondiale è devastante per la Bata: molte strutture, edifici e macchinari sono distrutti, ma soprattutto quel che rimane viene nazionalizzato dalla Repubblica Cecoslovacca.

### Il dopoguerra
Nel 1949 il nome della città di Zlín viene cambiato in Gottwaldov, in onore di Klement Gottwald, primo ministro della Cecoslovacchia dal 1946 al 1953. Solo nel 1990, dopo la rivoluzione di velluto del 1989, il nome della città torna ad essere Zlín. Stessa sorte tocca alle altre imprese Bata dell'Europa dell'Est, che vengono nazionalizzate e perdute.
A fronte della nazionalizzazione della società in Cecoslovacchia, nel 1945 viene creata in Inghilterra la società Bata Development Limited, che di fatto opera come sede centrale della Bata Shoe Organization, della quale Tomáš Jan Baťa è a capo. 

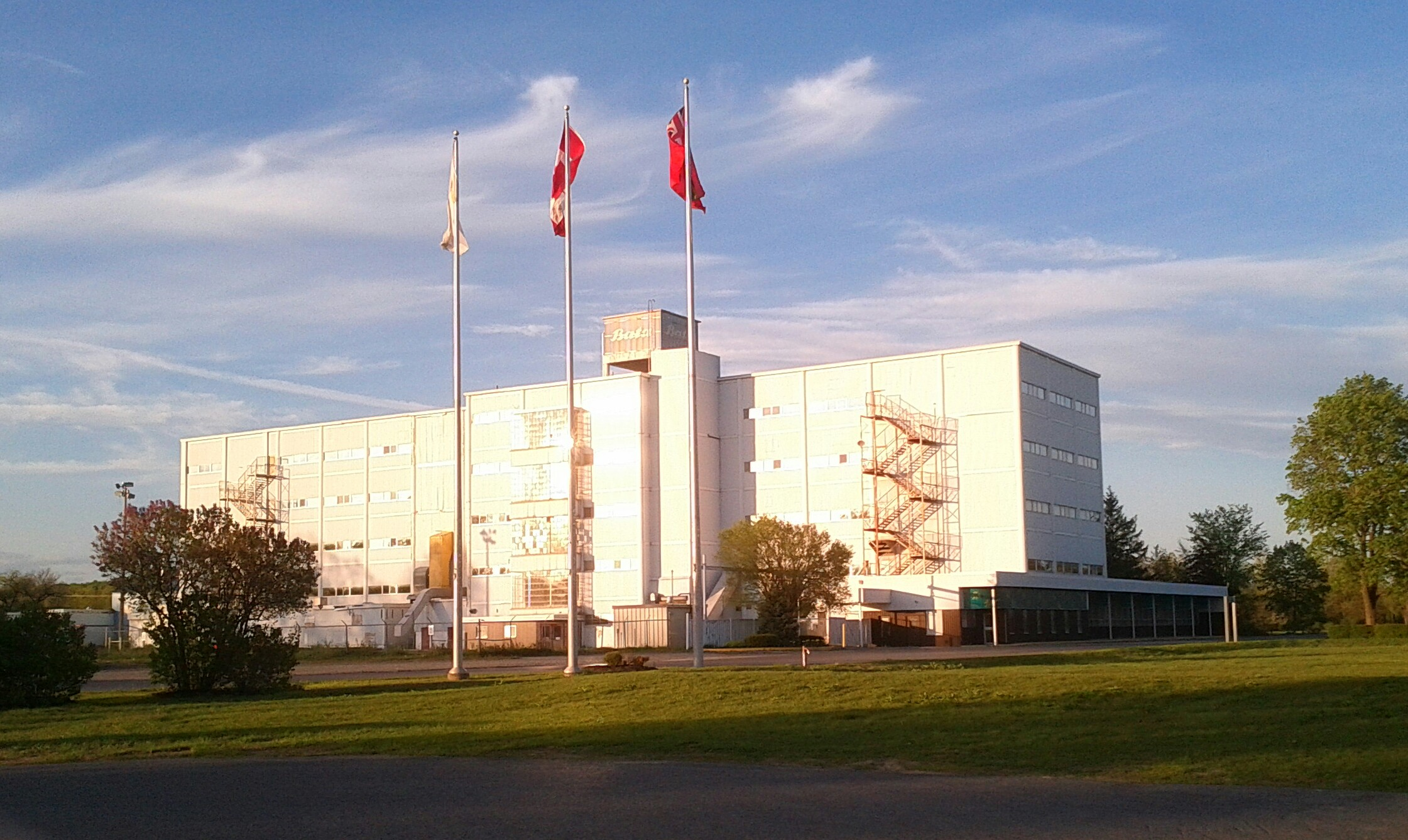
Batawa

L'azienda riprende il proprio sviluppo e tra il 1946 e il 1960 vengono costruite venticinque nuovi stabilimenti in tutto il mondo e vengono aperti 1.700 negozi. Nel 1962 la Bata ha produzione o negozi in settantanove paesi.
Nel 1964 Tomáš Jan Baťa sposta la sede centrale della Bata Shoe Organization a Toronto, in Canada.
Negli anni '60 e '70 le sneaker Bata bianche rappresentano tra il 60 e l'80% della produzione calzaturiera nei paesi nei quali Bata opera.
A partire dagli anni '70 la Bata Shoe Organization inizia a concentrarsi sulle opportunità rappresentate dallo sviluppo di brand globali e decide di introdurre nuovi marchi a livello internazionale:
- Bata Industrials & Turtle Device - calzature protettive ed industriali;
- Bubblegumers - calzature da bambino;

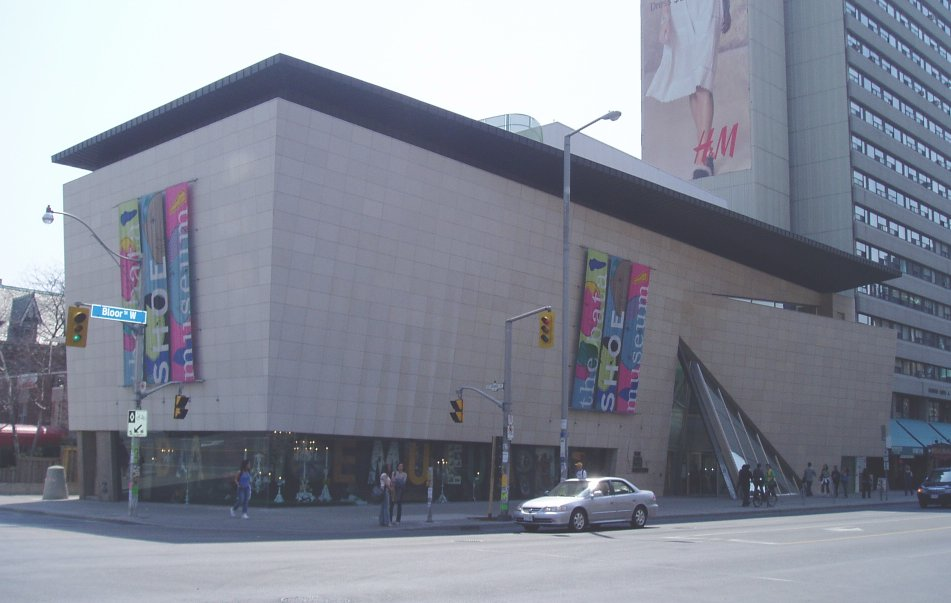
Bata Shoe Museum, Toronto

- North Star - calzature casual;
- Power - calzature sportive.

### Nasce il Museo Bata
Nel 1979 la famiglia Baťa fonda la Bata Shoe Museum Foundation, che si prefigge l'obiettivo di operare come centro internazionale di ricerca del calzaturiero e come sede della collezione iniziata da Sonja Bata a partire dagli anni '40. Ella, cittadina svizzera con studi in architettura, aveva sposato Tomáš Jan Baťa nell'ottobre del 1946 e da subito ha condiviso la determinazione del marito nella ricostruzione dell'azienda. Nei suoi numerosi viaggi con il marito, Sonja aveva gradualmente creato una collezione di calzature tradizionali provenienti da tutte le aree meta dei suoi viaggi.
Il Bata Shoe Museum apre le porte al pubblico nel maggio del 1995 ed è tuttora la sede della più importante collezione al mondo di calzature e prodotti calzaturieri.
Nel 1989, con la caduta del regime comunista, Tomáš Jan Baťa può finalmente far ritorno a Zlín e in Cecoslovacchia.

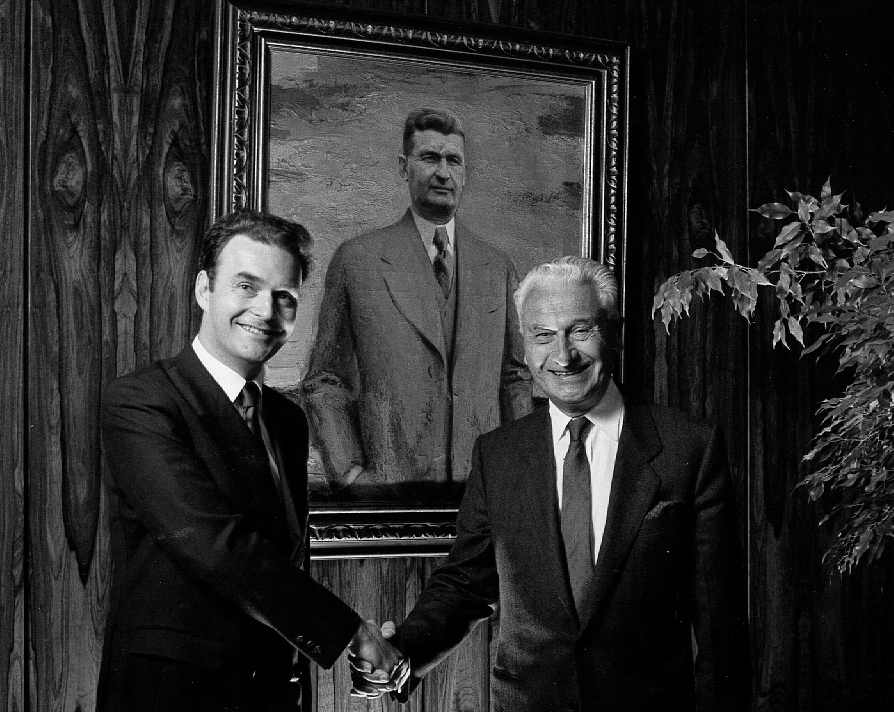
Famiglia Baťa: tre generazioni

Nel 1994 Tomáš Jan Baťa, all'età di ottant'anni, lascia ogni carica societaria, anche se continua a far visita alle aziende Bata di tutto il mondo portando con sé il suo biglietto da visita, che reca "chief shoe salesman" (responsabile del personale addetto alla vendita di calzature). Il figlio Thomas G. Bata, presidente del gruppo dal 1985, assume il controllo dell'azienda.
Tomáš Jan Baťa muore a Toronto il 1º settembre 2008, all'età di novantatré anni.
Nel 2010 il gruppo sposta la sede a Losanna, in Svizzera.

## Bata in Italia
La Bata in Italia è rappresentata dalla Compar S.p.A. e nasce nel 1931 con il nome di "S.A.I. Vecaba". L'azienda viene creata da tre soci e l'azionista di maggioranza, con il 40% delle azioni, è Thomas Bata.
Inizialmente la S.A.I. Vecaba si specializza nell'attività di vendita, con vari negozi nella zona nord-orientale del paese (Fiume, Abbazia, Zara, Trieste, Gorizia, Bolzano, Pola e Lagosta) e all'interno delle colonie italiane di Tripoli e Bengasi.
Dal 1940 l'azienda avvia l'attività di produzione diretta, ma i risultati non sono soddisfacenti e la fabbrica, localizzata a Ferrara, viene chiusa dopo pochi anni, nel 1948.
Nello stesso anno la famiglia Bata acquisisce il totale del pacchetto azionario e l'azienda assume il nome di "Compar"; la sede centrale viene trasferita da Ferrara a Milano e successivamente a Padova. Nel 1973 l'azienda viene definitivamente trasferita a Limena, in provincia di Padova.
Attualmente la Compar SpA è presente su tutto il territorio nazionale con una rete capillare di oltre 300 negozi con le formule: Bata City, Bata Superstore, Bata Factory Store, Athletes World e AWLab.
Compar S.p.A. è anche la prima azienda in Italia nel franchising delle calzature, con oltre 200 negozi sul territorio nazionale ed oltre 100 all'estero.

## Curiosità
- La squadra NBA dei Baltimore Bullets, fondata nel 1944, prese il nome dalle sneaker Bata Bullet, prodotte nella vicina fabbrica Bata di Belcamp, Maryland.
- Nel 1986 la Bata è uno degli sponsor ufficiali del campionato mondiale di calcio giocato in Messico.
- Kurt Cobain, leader dei Nirvana, nel 1993 era solito indossare le sneaker Wilson by Bata.
- L'attore John Goodman, nel film Il grande Lebowski dei fratelli Coen (1998), indossa degli scarponcini Bata Combact.
- Emil Zátopek lavorò come apprendista per la Bata a Zlín.